# Česká extraliga v házené mužů
Česká extraliga v házené mužů (Chance Extraliga) je nejvyšší mužskou házenkářskou soutěží v České republice, která se hraje od sezony 1993/1994.
V sezonách 2001/02–2004/05 se hrála zároveň společná česko-slovenská interliga a nastupovalo v ní pět až osm českých týmů, které po její základní části bojovaly o domácí titul.
Na sezónu 2022/23 se do soutěže připojil úřadující slovenský mistr Tatran Prešov, který odehrál s českými týmy pouze základní část.

## Formát
Českou extraligu hraje 12 týmů. 
Nejprve proti sobě hrají všechny týmy systémem každý s každým (doma/venku), poté nejlepších 8 týmů postupuje do vyřazovací části (play-off). V ní se hrají série na 3 vítězné zápasy a vítěz finálové série získává titul mistra ČR. 
Týmy, které se nekvalifikují do play-off (tedy týmy, které po základní části obsadily 9.–12. místo), hrají o udržení v Extralize systémem každý s každým (doma/venku). Do tabulky se přenášejí výsledky ze základní části. 

## Název soutěže
- 1993/94 – 1994/95: 1. liga
- 1995/96 – 2006/07: Extraliga
- 2007/08 – 2010/11: Zubr extraliga
- 2011/12 – 2013/14: Tipgames extraliga
- 2013/14 – 2014/15: Triglav pojišťovna extraliga
- 2014/15 – 2021/22: Extraliga
- 2022/23 – dosud: Chance Extraliga

## Přehled medailistů
| Sezona  | Zlato | Stříbro | Bronz |
| 1993/94 | Dukla Praha | KH Kopřivnice | HCB OKD Karviná |
| 1994/95 | Dukla Praha | Cabot Zubří | KH Kopřivnice |
| 1995/96 | Cabot Zubří | Dukla Praha | HCB OKD Karviná |
| 1996/97 | Cabot Zubří | HCB OKD Karviná | HC Dukla Praha |
| 1997/98 | Kovopetrol Plzeň | HCB OKD Karviná | HC Gumárny Zubří |
| 1998/99 | Kovopetrol Plzeň | SKP Frýdek-Místek | HC Dukla Praha |
| 1999/00 | HCB OKD Karviná | SKP Frýdek-Místek | HSC Plzeň |
| 2000/01 | HCB OKD Karviná | SKP Frýdek-Místek | Cabot Zubří |
| 2001/02 | HCB OKD Karviná | SKP Frýdek-Místek | SK Allrisk CAC Praha 4 |
| 2002/03 | SKP Frýdek-Místek | HC Dukla Praha | SK Allrisk CAC Praha 4 |
| 2003/04 | HCB OKD Karviná | SK Allrisk CAC Praha 4 | SKP Frýdek-Místek |
| 2004/05 | HCB OKD Karviná | SKP Frýdek-Místek | HC Dukla Praha |
| 2005/06 | HCB OKD Karviná | HC Gumárny Zubří | HK Město Lovosice |
| 2006/07 | HCB OKD Karviná | HC Dukla Praha | HC Gumárny Zubří |
| 2007/08 | HCB OKD Karviná | HC Gumárny Zubří | HC Dukla Praha |
| 2008/09 | HCB OKD Karviná | HC Gumárny Zubří | HC Dukla Praha |
| 2009/10 | HCB OKD Karviná | HC Gumárny Zubří | HC Dukla Praha |
| 2010/11 | HC Dukla Praha | HK Město Lovosice | HC Gumárny Zubří |
| 2011/12 | HC Gumárny Zubří | HC Dukla Praha | HCB OKD Karviná |
| 2012/13 | HBC Ronal Jičín | HC Cement Hranice | HC Dukla Praha |
| 2013/14 | SSK Talent M.A.T. Plzeň | HC Cement Hranice | HK Město Lovosice |
| 2014/15 | SSK Talent M.A.T. Plzeň | HK Město Lovosice | Handball KP Brno |
| 2015/16 | SSK Talent M.A.T. Plzeň | HC Dukla Praha | HC Cement Hranice |
| 2016/17 | HC Dukla Praha | SSK Talent M.A.T. Plzeň | HC ROBE Zubří |
| 2017/18 | HCB Karviná | SSK Talent M.A.T. Plzeň | HC ROBE Zubří |
| 2018/19 | SSK Talent M.A.T. Plzeň | HCB Karviná | HC Dukla Praha |
| 2019/20 | Extraliga byla před posledním kolem základní části předčasně ukončena kvůli probíhající koronavirové pandemii, mistrovský titul nebyl udělen. | Extraliga byla před posledním kolem základní části předčasně ukončena kvůli probíhající koronavirové pandemii, mistrovský titul nebyl udělen. | Extraliga byla před posledním kolem základní části předčasně ukončena kvůli probíhající koronavirové pandemii, mistrovský titul nebyl udělen. |
| 2020/21 | Talent tým Plzeňského kraje | HCB Karviná | HC Dukla Praha |
| 2021/22 | HCB Karviná | Talent tým Plzeňského kraje | HC ROBE Zubří |
| 2022/23 | Talent tým Plzeňského kraje | HCB Karviná | HK Město Lovosice |
| 2023/24 | HCB Karviná | Talent tým Plzeňského kraje | HK Město Lovosice |
| 2024/25 | HCB Karviná | Talent tým Plzeňského kraje | HC Dukla Praha |
| 2025/26 | | | |